# Federazione pallavolistica della Giamaica
La Federazione giamaicana di pallavolo (eng. Jamaica Volleyball Association, JaVA) è un'organizzazione fondata per governare la pratica della pallavolo in Giamaica.
Organizza il campionato maschile e femminile, e pone sotto la propria egida la nazionale maschile e femminile.
Ha aderito alla FIVB nel 1961.